# دومينيك مافرا
دومينيك مافرا (بالكرواتية: Dominik Mavra)‏ مواليد 15 يونيو 1994 في زادار، هو لاعب كرة سلة كرواتي. بدأ مسيرته الاحترافية في سنة 2011. يحمل الرقم 30. يبلغ طوله 6 قدم 4.5 بوصة (1.9 م).

## المسيرة الاحترافية
لعب مع نادي زغرب لكرة السلة في موسم 2011–2012، ثم لعب مع نادي سبليت لكرة السلة في سنة 2013، ثم لعب مع نادي سيبونا لكرة السلة من سنة 2013 إلى 2015، ثم لعب مع كاربوش سوكولي في سنة 2016.

## روابط خارجية
- دومينيك مافرا على موقع الاتحاد الدولي لكرة السلة (الإنجليزية)
- دومينيك مافرا على موقع الدوري الأوروبي لكرة السلة (الإنجليزية)
- دومينيك مافرا على موقع الدوري الإسباني لكرة السلة (الإسبانية)
- دومينيك مافرا على موقع كرة السلة الأوروبية.كوم (الإنجليزية)
- دومينيك مافرا على موقع DraftExpress.com (الإنجليزية)
- دومينيك مافرا على موقع ريلجم (الإنجليزية)
- دومينيك مافرا على موقع بروبوليرز (الإنجليزية)
- دومينيك مافرا على موقع سبورتس رفرنس (الإنجليزية)